# Jean Beadle
Pour les articles homonymes, voir Beadle.
Jane Beadle, plus connue sous le nom de Jean Beadle, née Wilson le 1er janvier 1867 ou 1868 à Clunes en Australie et morte le 22 mai 1942 à West Perth, dans la banlieue de Perth, est une militante féministe, magistrate, syndicaliste et travailleuse sociale australienne.

## Biographie

### Jeunesse
Jane Wilson naît le 1er janvier 1868 (ou le 1er janvier 1867 selon certaines sources,) à Clunes, dans l'État de Victoria (Australie). Elle est la fille de George Darlington, un mineur, et de sa femme Jane, née Spencer. Elle quitte l'école très jeune pour subvenir aux besoins de sa famille, à la suite de la mort de sa mère, et travaille dans une boutique de vêtements de Melbourne.
Selon sa biographe Bobbie Oliver, citée par Raelene Frances, à la suite de la perte de sa mère, Beadle a vécu une « expérience de vie critique », qui a contribué en grande partie à son engagement militant par la suite. Son travail acharné dans l'industrie textile aurait également inspiré bon nombre de ses actions futures.

### Premières actions
En 1888, elle se marie à Henry Beadle, ouvrier mouleur dans l'industrie métallurgique. En 1892, celui-ci débute une grève de plusieurs mois et est par conséquent renvoyé de son travail ; Jean l'aide en fondant un comité féminin de soutien aux grévistes de Broken Hill et d'union syndicale pour les ouvrières. En 1895, elle rejoint la Women's Suffrage Alliance, groupe luttant pour le droit de vote des femmes en Australie et participe à partir de 1898 à la Women's Political and Social Crusade.
En 1901, la famille Beadle déménage en Australie-Occidentale, pour « se faire un peu d'argent » et Jean fonde à Fremantle une organisation ouvrière féminine, la première Women's Labor League, en 1905,,. Elle bénéficie notamment des conseils de Tom Mann, figure britannique du syndicalisme. Ils déménagent à nouveau en 1906, cette fois pour rejoindre la région de Goldfields. Jean crée la Eastern Goldfields Women's Labor League, dont elle est la présidente, mais aussi la représentante à la Conférence syndicale nationale d'Australie en 1907. Les réunions ont lieu alternativement à Boulder et Kalgoorlie, car le groupe est violemment critiqué par les journaux de l'époque, qui le traitent de « congrès de caquetage »,. Elle justifie son engagement par la nécessité pour les femmes d'être engagées politiquement en plus de leur rôle industriel, pour pouvoir atteindre l'égalité.
Elle milite également pour la création d'un maternité à l'hôpital de Boulder, ainsi qu'un service d'accueil pour les nouveau-nés abandonnés.

### Prise d'importance dans les luttes syndicales et féministes
En octobre 1912, elle devient la première présidente de la Labor Women's Conference. Au cours de sa présidence, elle fait pression sur le gouvernement de l'État pour qu'il prenne en compte les problématiques importantes pour les femmes ouvrières, telles que les aides à la maternité, l'éducation, la santé, les pensions alimentaires. Elle s'engage également pour des causes plus générales, comme la paix et le désarmement, et milite contre la conscription au cours de la Première Guerre mondiale,. Elle quitte la ville de Kalgoorlie en 1914, en reversant la totalité de sa bourse en souverains aux ouvriers bûcherons en grève. Le 30 septembre 1915, elle rédige pour publication une lettre à l'éditeur du journal Kalgoorlie Miner, fer de lance du mouvement ouvrier et principal outil de critique du pouvoir conservateur. Elle y développe son point de vue à propos des maladies vénériennes (ou infections sexuellement transmissibles) et défend une prévention et une prise en charge des personnes touchées plutôt que leur stigmatisation dans la société.
Son poste et ses prises de positions lui permettent de prendre de l'importance dans la vie syndicale et politique. Pendant plusieurs années, elle parcourt les villes minières de la région, prend la parole au cours de réunions publiques, supervise des levées de fonds. Selon la figure ouvrière, décrite comme socialiste, il est essentiel de s'intéresser aux « vrais besoins des gens » et d'arrêter « le gâchis de la vie humaine, des habilités et des capacités humaines »,. Elle profite de ses prises de parole pour inciter les ouvriers à s'inscrire sur les listes électorales ; le faible taux d'inscrits étant l'une des causes des défaites politiques ouvrières. Le groupe de femmes parvient à en inscrire plusieurs centaines sur les listes officielles, effort qui se solde par une victoire du parti travailliste en 1911. En 1927, elle est nommée au Comité exécutif du parti travailliste dans l'État d'Australie-Occidentale,.
Durant la Grande Dépression en Australie, dans la continuité de ses actions en faveur des ouvriers, elle aide de jeunes travailleurs au chômage à retrouver un emploi.
À l'exception d'un bref passage à l'ALP Metropolitan District Council en 1918, elle ne reçoit aucune rémunération pour l'ensemble des fonctions qu'elle occupe, ne bénéficiant durant sa carrière que du remboursement de ses frais de déplacement. Bobbie Oliver la décrit ainsi comme ayant « fait carrière dans le bénévolat »,.

### Carrière en tant que magistrate
Elle débute également une carrière de magistrate à partir de 1915, où elle commence à travailler à la Children's Court. En 1919, elle est nommée magistrate spéciale de cette cour, poste qu'elle occupera jusqu'en 1929, et prête serment l'année suivante en tant que magistrate du district de Perth. Elle est la première femme à occuper cette fonction. Elle fait partie des fondatrices, en 1925, de la Women Justices' Association dans l'État d'Australie-Occidentale, dont elle devient présidente dès la création, puis forme la même organisation dans l'État de Victoria. Pendant plusieurs années, elle inspecte régulièrement, en tant que magistrate, la prison pour femmes de Fremantle.

### Décès et hommages
Jean Beadle meurt le 22 mai 1942 à West Perth (en), à l'âge de 74 ans (ou 75 ans), et est enterrée dans le carré méthodiste du cimetière de Karrakatta. Décrite comme « une oratrice fluide et convaincante, très appréciée de ses nombreux amis », le Premier ministre John Curtin lui rend hommage dans le Westralian Worker, par une citation du poète Alexander Pope : 

« Here rests a woman, good without pretence,
Bless'd with plain reason, and with sober sense…
So unaffected, so composed in mind;
So firm, yet soft; so strong, yet so refined. »

À Canberra, une place du quartier Gilmore est nommée « Jeanette Place » en son honneur. « Jeanette » était son nom de plume lorsqu'elle écrivait pour le journal Western Worker.